# Desa Tambakroto (administrativ by i Indonesien, lat -6,95, long 110,55)
Desa Tambakroto är en administrativ by i Indonesien.   Den ligger i provinsen Jawa Tengah, i den västra delen av landet, 400 km öster om huvudstaden Jakarta.